# Günter Burghardt
Günter Burghardt (* 27. April 1941 in Kroßwitz) ist ein deutscher Jurist und ehemaliger EU-Botschafter in den Vereinigten Staaten.

## Leben
Burghardt ist im heutigen Krosnievice in Polen geboren. Seine Vorfahren waren pfälzische Auswanderer in die ehemals habsburgische Provinz Galizien. Seine Eltern, geboren südlich von Lemberg (Lviv), wurden im Winter 1939/40 im Rahmen des Hitler-Stalin-Paktes in den Warthegau umgesiedelt. 
Burghardt studierte Jura und Wirtschaftswissenschaften in Deutschland, Frankreich und Großbritannien. Er absolvierte beide Staatsexamina in Hamburg und promovierte 1969 bei Hans Peter Ipsen „summa cum laude“ an der Universität Hamburg mit einer Arbeit im Bereich des europäischen Gemeinschaftsrechts. An der Universität Straßburg wurde er 1963 Lauréat de la Faculté de Droit. Am City of London College absolvierte er ein Postgraduales Studium. Im Jahr 1970 begann er in der Rechtsabteilung der Europäischen Kommission, 1972 wechselte er als Länderreferent für die Beziehungen mit den Vereinigten Staaten, Kanada und Australien in die Generaldirektion für Auswärtige Beziehungen unter den Vizepräsidenten Christopher Soames und Wilhelm Haferkamp. 1978 wurde er Assistent des Generaldirektors für Auswärtige Beziehungen Roy Denman, einem späteren EU-Botschafter in den USA.
Von 1981 bis 1984 war Burghardt stellvertretender Stabschef des EU-Kommissars Karl-Heinz Narjes, zuständig für Binnenmarkt, Industrielle Innovation, Verbraucherschutz und Nukleare Sicherheit. Von 1985 bis 1993 war er stellvertretender Kabinettchef und enger Berater von Kommissionspräsident Jacques Delors, wobei er an vielen Erfolgen Delors mitwirken konnte, unter anderem an dem Programm zur Vollendung des Binnenmarktes 1992, der Einheitlichen Akte von 1987 und dem Vertrag von Maastricht zur Gründung der Europäischen Union mit Einführung der Gemeinschaftswährung Euro, der Erweiterungspolitik der Europäischen Union und der Stärkung der Transatlantischen Partnerschaft mit den Vereinigten Staaten. Von 1993 bis 2000 war Burghardt Generaldirektor für auswärtige Beziehungen in der Europäischen Kommission unter den Kommissaren Hans van den Broek (1993–1999) und Chris Patten (1999–2000). Von 2000 bis 2004 war er der Botschafter der Europäischen Union in den Vereinigten Staaten.
Seit seiner Pensionierung im Februar 2005 ist Burghardt Senior Counsel bei der Anwaltskanzlei Mayer Brown Europe-Brussels LLP mit Schwerpunkt auf Regierungsbeziehungen. Er ist Mitglied verschiedener Think Tanks und Sachverständigenräte. Seit 2010 ist er außerdem Vizepräsident des Club of Rome EU Chapter.  Bis 2011 unterrichtete er als Gastprofessor am Europa-Kolleg in Brugge und an der rechtswissenschaftlichen Fakultät der Universität Gent.

## Ehrungen und Auszeichnungen
- Bundesverdienstkreuz 1. Klasse
- Bayerische Europamedaille[1]

## Sonstiges
Der Vorlass von Günter Burghardt ist im Historischen Archiv der Europäischen Union in Florenz hinterlegt.

## Belege
1. 1 2 3  Lebenslauf bei Mayer Brown (Memento des Originals vom 17. April 2015 im Internet Archive)  Info: Der Archivlink wurde automatisch eingesetzt und noch nicht geprüft. Bitte prüfe Original- und Archivlink gemäß Anleitung und entferne dann diesen Hinweis.
2. ↑  Inge Govaere, Erwan Lannon, Peter van Elsuwege, Stanislas Adam: The European Union in the World: Essays in Honour of Marc Maresceau, 7. November 2013
3. ↑  Allgemeine Informationen (Memento des Originals vom 21. Februar 2016 im Internet Archive)  Info: Der Archivlink wurde automatisch eingesetzt und noch nicht geprüft. Bitte prüfe Original- und Archivlink gemäß Anleitung und entferne dann diesen Hinweis. auf der Seite des "College of Europe"
4. 1 2  Allgemeine Informationen auf der Seite des "Club of Rome"
5. ↑  Website (Memento des Originals vom 4. Oktober 2017 im Internet Archive)  Info: Der Archivlink wurde automatisch eingesetzt und noch nicht geprüft. Bitte prüfe Original- und Archivlink gemäß Anleitung und entferne dann diesen Hinweis. der Europäischen Botschaft in den Vereinigten Staaten
6. ↑  Burghardt, Günter. In: Historical Archives of the European Union. Abgerufen am 17. Oktober 2023.

| Personendaten    | Personendaten                    |
| ---------------- | -------------------------------- |
| NAME             | Burghardt, Günter                |
| KURZBESCHREIBUNG | deutscher Jurist und Botschafter |
| GEBURTSDATUM     | 27. April 1941                   |
| GEBURTSORT       | Kroßwitz                         |